# Brasão de armas da Jamaica
O brasão de armas jaimacano é um brasão de armas  concedido à Jamaica em 1661 por Royal Warrant, um legado dos britânicos. O original foi desenhado por William Sancroft, então arcebispo de Canterbury.

## Descrição oficial
A Biblioteca Nacional da Jamaica descreve o brasão de armas da seguinte forma (conteúdo em ingles): 
For Arms, Argent on a Cross Gules five pine-apples slipped OR: and upon a representation of Our Royal Helmet mantled OR doubled Ermine, for the Crest, On a Wreath Argent and Gules, Upon a Log fesse wise a Crocodile Proper: And for the Supporters, On the dexter side a West Indian Native Woman holding in the exterior hand a Basket of Fruits and on the sinister side a West Indian Native Man supporting by the exterior hand a Bow all proper.

## Simbolismo
O lema do selo é sido motivo de discussão há anos desde o início. O lema original, INDUS UTERQUE SERVIET UNI  pode ser traduzido do latim como "os dois índios servirão a um senhor" ou "ambos os índios servirão a um senhor", uma provável referência ao povo Arawak / Taino da Jamaica, subjugado pelo Império Britânico. Devido à sua incompatibilidade com a Jamaica moderna, o lema foi substituído em 1962 pelo lema em inglês "Out of Many, One People", (a partir de muitos, um povo) como homenagem à unidade das diferentes minorias culturais que habitam a nação. 

Armas da Jamaica de 1875 a 1906.
Armas da Jamaica de 1906 a 8 de abril de 1957.
Armas da Jamaica de 8 de abril de 1957 a 13 de julho de 1962.
Armas da Jamaica de 13 de julho a 6 de agosto de 1962.